# Матвіїха (Білоцерківський район)
Матві́їха — село в Україні, у Володарській селищній громаді Білоцерківського району Київської області, центр сільської ради. Населення становить 522 особи (станом на 2001 рік). Село розташоване на південному сході громади, за 4,2 кілометра від центру громади.

## Географія
Село Матвіїха лежить за 4,2 км на південний схід від центру громади, фізична відстань до Києва — 91,6 км.

## Населення
Станом на 1989 рік у селі проживало 657 осіб, серед них — 308 чоловіків і 349 жінок.
За даними перепису населення 2001 року у селі проживало 522 особи. Рідною мовою назвали:
| Мова       | Кількість осіб | Відсоток |
| ---------- | -------------- | -------- |
| українська | 519            | 99,43 %  |
| російська  | 3              | 0,57 %   |

## Релігія
В селі розташована церква Різдва Пресвятої Богородиці. 30 січня 2023 року парафіяни вийшли з підпорядкування Московському патріархату і приєдналися до Переяславсько-Вишневської єпархії Православної церкви України. Також у селі проживають протестанти.

## Політика
Голова сільської ради — Шаповалюк Олександр Олексійович, 1961 року народження, вперше обраний у 2010 році. Інтереси громади представляють 14 депутатів сільської ради:
| Партія            | Кількість депутатів | Відсоток |
| ----------------- | ------------------- | -------- |
| «Партія регіонів» | 10                  | 71,43 %  |
| «Народна партія»  | 3                   | 21,43 %  |
| «Сильна Україна»  | 1                   | 7,14 %   |